# Gustav von Pfuel
Gustav von Pfuel (vollständiger Name Felix Bertram Gustav von Pfuel; * 24. März 1829 in Berlin; † 7. März 1897 auf Schloss Wilkendorf) war ein preußischer Gutsbesitzer, hoher Staatsbeamter sowie Politiker als Mitglied des Herrenhauses.

## Leben

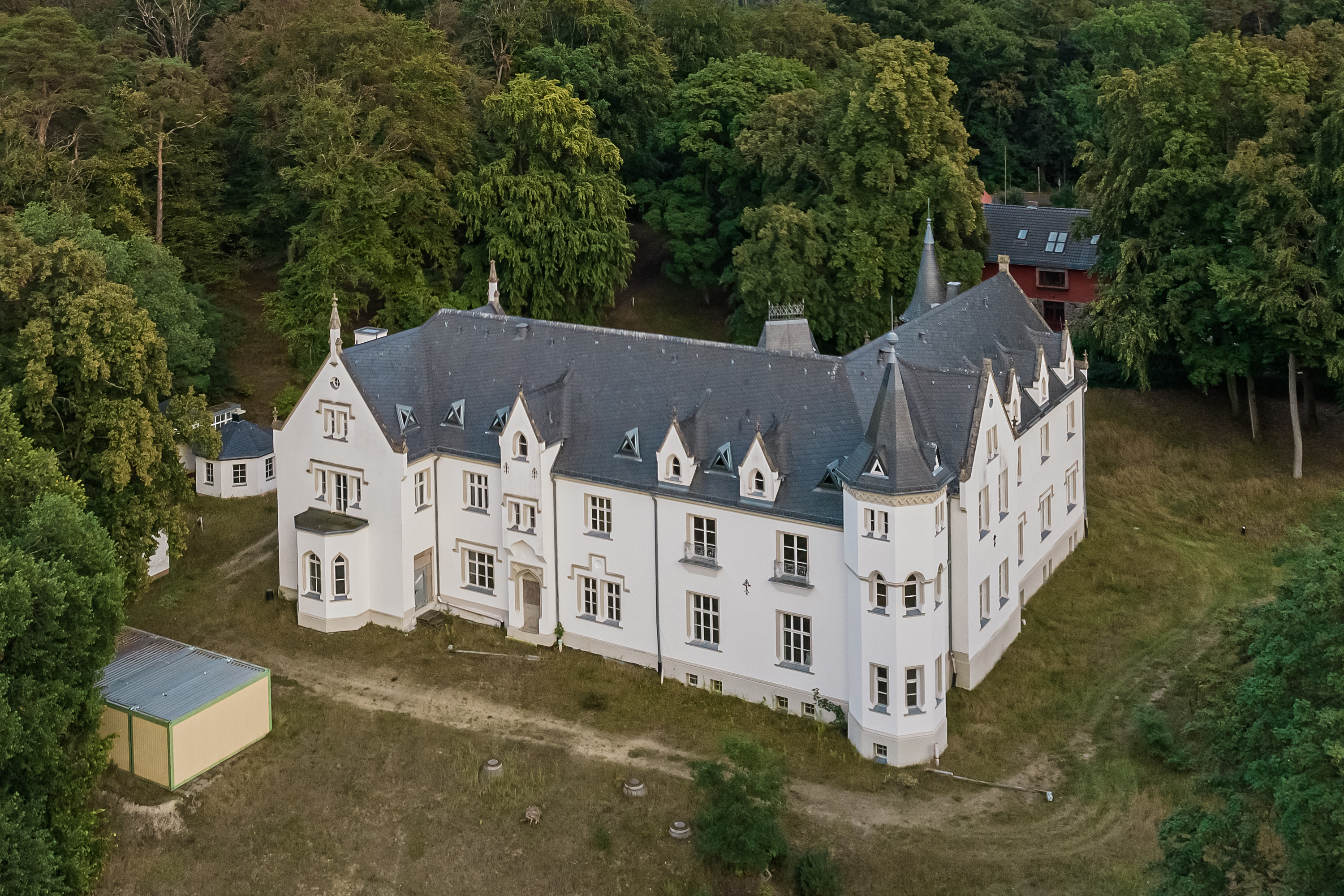
Schloss Wilkendorf

Nach dem Besuch des Gymnasiums in Neisse und Stettin studierte Pfuel in Bonn und Berlin Jura. 1848 wurde er Mitglied des Corps Borussia Bonn. 1851 trat er in den staatlichen Justizdienst ein, den er jedoch 1855 bereits wieder verließ. Nach ausgedehnten Kavaliersreisen durch Europa und den Orient widmete er sich der Bewirtschaftung seiner Güter Wilkendorf, Gielsdorf und Eichenbrandt, die er zu einem Fideikommiss zusammenfasste. In Wilkendorf ließ er zwischen 1852 und 1855 ein Jagdschloss im Tudorstil errichten, Schloss Wilkendorf war fortan sein Wohnsitz. Auf Schloss Wilkendorf entwickelte Theodor Fontane die Idee für seinen Roman Effi Briest.
Am Krieg gegen Österreich 1866 beteiligte er sich als Mitglied, seit 1867 als Rechtsritter, des Johanniterordens. Anschließend trat er erneut in den Staatsdienst ein und nahm Verwaltungsaufgaben im besetzten Königreich Hannover wahr. Von 1868 bis 1872 war er Kreishauptmann und Polizeidirektor des Verwaltungsgebiets Amt Celle. Während des Deutsch-Französischen Kriegs wurde Pfuel der Präfekt des Departements Seine-Inférieure in Rouen sowie Zivilkommissar in den Departements Aisne und Ardennes. 1872 schied er diesmal endgültig und wurde 1874 Hauptritterschaftsdirektor der Kurmark und der Neumark. 1879 berief ihn der preußische König Wilhelm auf Präsentation des Verband des alten und befestigten Grundbesitzes im Landschaftsbezirk Mittelmark (Barnim) in das Herrenhaus, dem er bis zu seinem Tode 1897 angehörte. Der Fideikommiss Wilkendorf wurde vor 1896 aufgelöst und verkauft.

## Familie

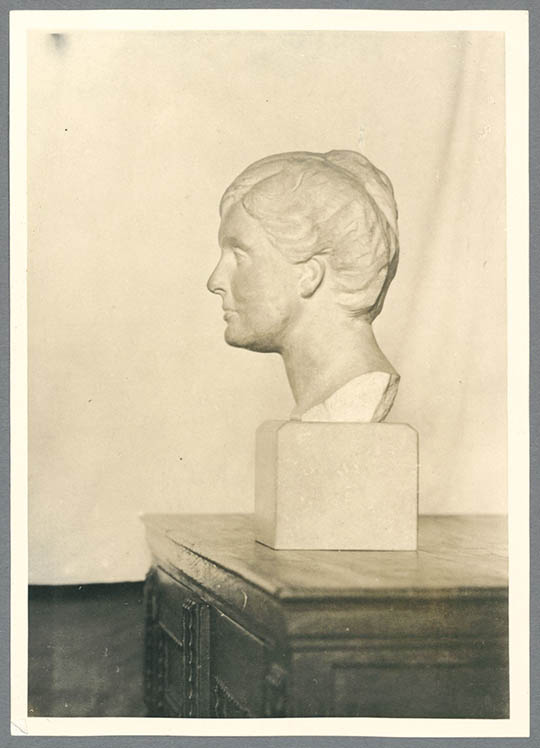
Martha von Pfuel (1865–1914) Büste von Georg Kolbe, 1910

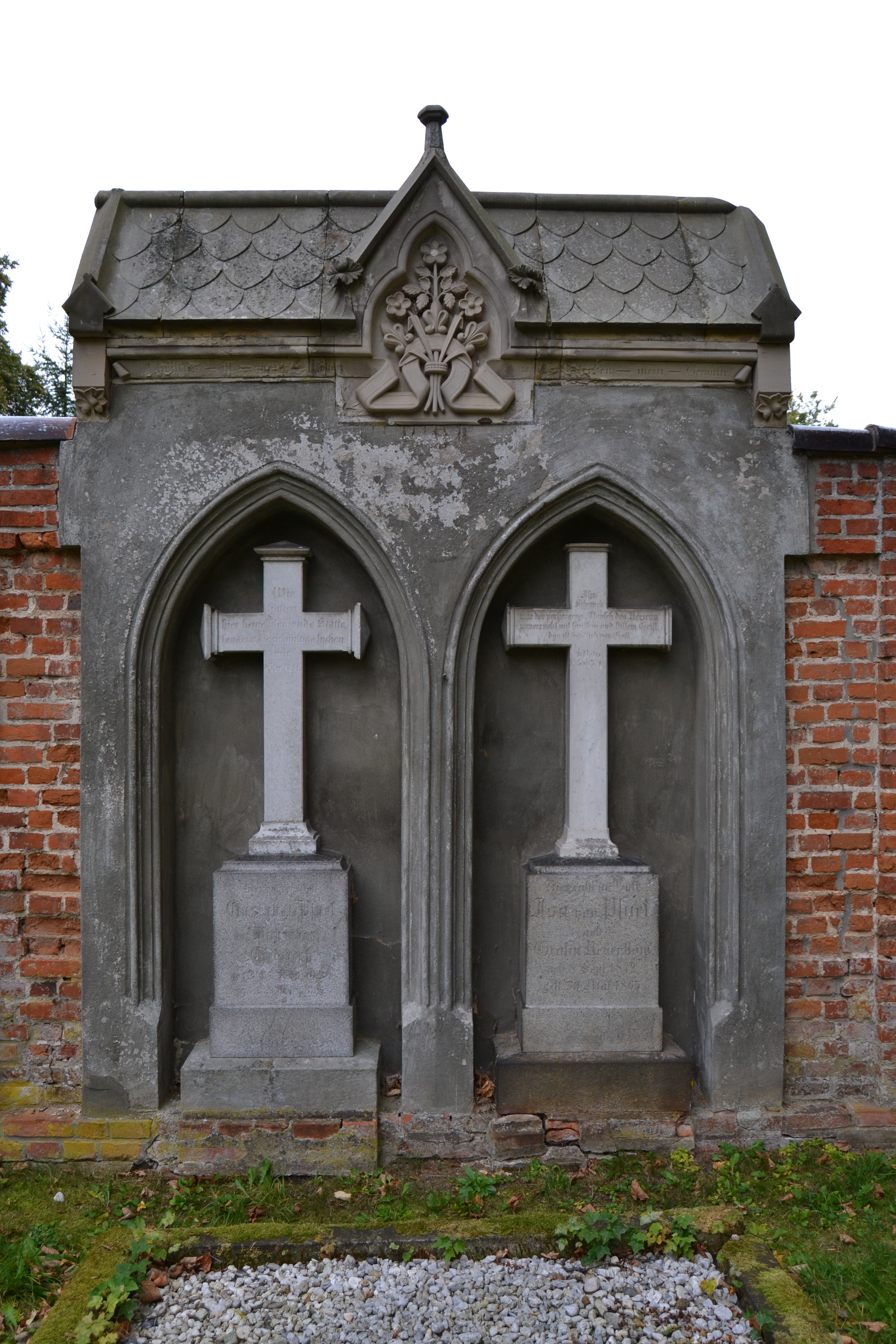
Grabmäler des Gustav und der Elise von Pfuel, Dorfkirche Wilkendorf

Gustav von Pfuel entstammte dem seit 926 in der Mark Brandenburg ansässigen Uradelsgeschlecht der Pfuel, das über ausgedehnten Grundbesitz vor allem nördlich von Berlin (Pfuelenland) verfügte.
Er war der Sohn des preußischen Generalleutnants Friedrich Heinrich Ludwig von Pfuel aus dessen Ehe mit Klara von Rochow sowie der Enkelsohn des Hofmarschalls Ludwig von Pfuel. Der preußische Premierminister Ernst von Pfuel war sein Onkel.
Pfuel heiratete Elise von Reventlow (* 8. September 1842; † 30. Mai 1865), Tochter von Theodor von Reventlow aus dessen erster Ehe mit Sophie Gräfin von Bernstorff. Das Paar hatte zwei Töchter:
- Klara Sophie (* 1. September 1863)
- Martha (* 20. April 1865; † 11. Mai 1914) ⚭ 1889 Theobald von Bethmann Hollweg (* 29. November 1856; † 2. Januar 1921), Verwaltungsbeamter, später Reichskanzler

Elise starb sechs Wochen nach der Geburt der gemeinsamen Tochter Martha. In zweiter Ehe heiratete Pfuel 1879 Agnes Amalie Charlotte Clementine Burggräfin und Gräfin zu Dohna-Schlodien (1847–1911), eine Tochter des Abgeordneten Alfred zu Dohna-Mallmitz. Dieser Ehe entstammten fünf weitere Kinder:
- Bertram (* 22. Februar 1880; † 25. August 1880)
- Klementine Agnes (* 5. Juni 1881)
- Freda Agnes Gabriele (* 1. Januar 1883; † 1920) ⚭ 1914 Waldemar von Mohl (* 6. September 1885; † 1. März 1966), Jurist und Landrat
- Agnes Gustava (* 10. Mai 1884; † 1964) ⚭ 1922 Waldemar von Mohl (1885–1966)
- Richard Gustav (* 6. August 1889)[4]